# Itatim

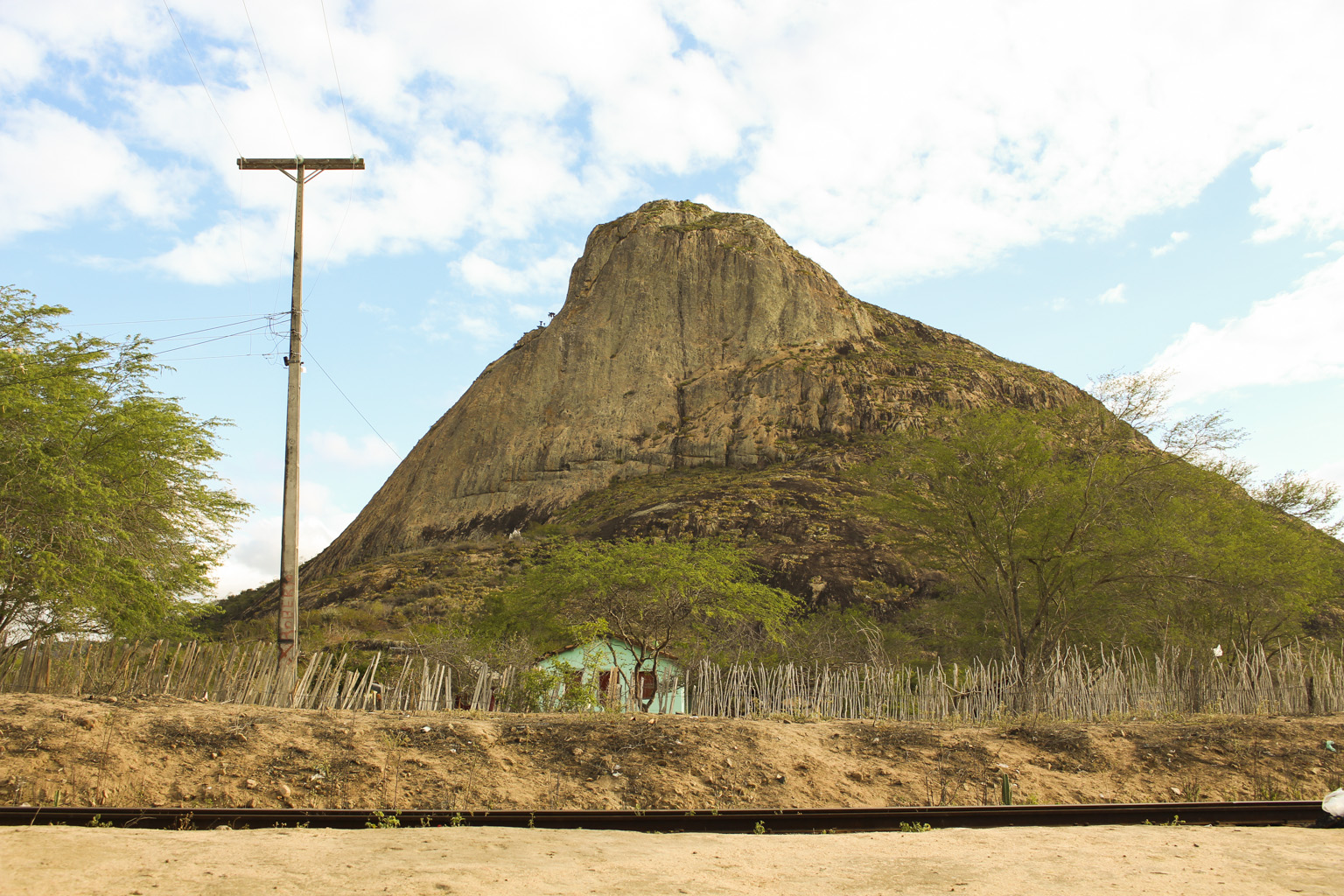
Morro da Ponta Aguda em Itatim, Bahia.

Itatim é um município do estado da Bahia, no Brasil. Sua população estimada em 2024 pelo IBGE era de 16 375 habitantes.

## Topônimo
"Itatim" é um termo tupi-guarani que significa "Pedra Aguda", através da junção dos termos itá (pedra) e tim (aguda). O nome é uma referência ao Morro da Ponta Aguda, um inselberg de cume notavelmente agudo próximo à cidade.

## Geografia
O bioma de Itatim é a caatinga.